# Yoav Omer
Yoav Omer (in ebraico יואב עומר‎?; 28 ottobre 1998) è un velista israeliano.

## Palmarès
- Campionati europei di vela

Sopot 2019: argento nel RS:X.